# EHF European League
Die EHF European League (bis 1993 IHF-Pokal, von 1993 bis 2020 EHF-Pokal) ist ein von der Europäischen Handballföderation (EHF) jährlich organisierter Europapokalwettbewerb für Handball-Vereinsmannschaften. Er bietet Handballvereinen aus kleineren Staaten sowie Vereinen, die nicht die Qualifikation zur EHF Champions League erreicht haben, die Möglichkeit zur Teilnahme an einem internationalen Wettbewerb. Die EHF European League steht damit in der Wertigkeit hinter der Champions League und vor dem EHF European Cup.
Der Vorläufer des heutigen Wettbewerbs wurde 1982 sowohl für Männer- als auch für Frauenmannschaften von der Internationalen Handballföderation (IHF) unter der Bezeichnung IHF-Pokal eingeführt. 1993 übernahm die Europäische Handballföderation die Organisation des Wettbewerbs, der seitdem EHF-Pokal hieß. In der Saison 2012/13 (Männer) bzw. 2016/17 (Frauen) wurde der Wettbewerb mit dem Europapokal der Pokalsieger vereinigt.

## Modus
| Saison  | Männer                     | Saison  | Frauen                       |
| ------- | -------------------------- | ------- | ---------------------------- |
| 1981/82 | VfL Gummersbach            | 1981/82 | Trešnjevka Zagreb            |
| 1982/83 | SIL Saporoschje            | 1982/83 | Awtomobilist Baku            |
| 1983/84 | TV Großwallstadt           | 1983/84 | Chimistul Râmnicu Vâlcea     |
| 1984/85 | HC Minaur Baia Mare        | 1984/85 | ASK Vorwärts Frankfurt       |
| 1985/86 | Győri ETO KC               | 1985/86 | SC Leipzig                   |
| 1986/87 | Granitas Kaunas            | 1986/87 | ŽRK Budućnost Titograd       |
| 1987/88 | HC Minaur Baia Mare (2)    | 1987/88 | Eglė Vilnius                 |
| 1988/89 | TuRU Düsseldorf            | 1988/89 | Chimistul Râmnicu Vâlcea (2) |
| 1989/90 | SKIF Krasnodar             | 1989/90 | ASK Vorwärts Frankfurt (2)   |
| 1990/91 | RK Borac Banja Luka        | 1990/91 | ŽRK Lokomotiva Zagreb        |
| 1991/92 | SG Wallau/Massenheim       | 1991/92 | SC Leipzig (2)               |
| 1992/93 | TEKA Santander             | 1992/93 | Rapid Bukarest               |
| 1993/94 | CBM Alzira Avidesa         | 1993/94 | Viborg HK                    |
| 1994/95 | BM Granollers              | 1994/95 | Debreceni VSC                |
| 1995/96 | BM Granollers (2)          | 1995/96 | Debreceni VSC (2)            |
| 1996/97 | SG Flensburg-Handewitt     | 1996/97 | RK Olimpija Ljubljana        |
| 1997/98 | THW Kiel                   | 1997/98 | Dunaferr SE                  |
| 1998/99 | SC Magdeburg               | 1998/99 | Viborg HK (2)                |
| 1999/00 | RK Metković                | 1999/00 | El Ferrobús Mislata          |
| 2000/01 | SC Magdeburg (2)           | 2000/01 | MKS Montex Lublin            |
| 2001/02 | THW Kiel (2)               | 2001/02 | Ikast-Bording EH             |
| 2002/03 | FC Barcelona               | 2002/03 | Slagelse FH                  |
| 2003/04 | THW Kiel (3)               | 2003/04 | Viborg HK (3)                |
| 2004/05 | TUSEM Essen                | 2004/05 | Cornexi-Alcoa Fehérvár       |
| 2005/06 | TBV Lemgo                  | 2005/06 | Ferencváros Budapest         |
| 2006/07 | SC Magdeburg (3)           | 2006/07 | Swesda Swenigorod            |
| 2007/08 | HSG Nordhorn               | 2007/08 | GK Dynamo Wolgograd          |
| 2008/09 | VfL Gummersbach (2)        | 2008/09 | SD Itxako                    |
| 2009/10 | TBV Lemgo (2)              | 2009/10 | Randers HK                   |
| 2010/11 | Frisch Auf Göppingen       | 2010/11 | FC Midtjylland Håndbold (2)  |
| 2011/12 | Frisch Auf Göppingen (2)   | 2011/12 | GK Lada Toljatti             |
| 2012/13 | Rhein-Neckar Löwen         | 2012/13 | Team Tvis Holstebro          |
| 2013/14 | Pick Szeged                | 2013/14 | GK Lada Toljatti (2)         |
| 2014/15 | Füchse Berlin              | 2014/15 | Team Tvis Holstebro (2)      |
| 2015/16 | Frisch Auf Göppingen (3)   | 2015/16 | Dunaújvárosi Kohász KA (2)   |
| 2016/17 | Frisch Auf Göppingen (4)   | 2016/17 | GK Rostow am Don             |
| 2017/18 | Füchse Berlin (2)          | 2017/18 | SCM Craiova                  |
| 2018/19 | THW Kiel (4)               | 2018/19 | Siófok KC                    |
| 2019/20 | abgebrochen                | 2019/20 | abgebrochen                  |
| 2020/21 | SC Magdeburg (4)           | 2020/21 | Nantes Atlantique Handball   |
| 2021/22 | Benfica Lissabon           | 2021/22 | SG BBM Bietigheim            |
| 2022/23 | Füchse Berlin (3)          | 2022/23 | Ikast Håndbold (3)           |
| 2023/24 | SG Flensburg-Handewitt (2) | 2023/24 | Storhamar Håndball           |
| 2024/25 | SG Flensburg-Handewitt (3) | 2024/25 | Thüringer HC                 |

Seit der Spielzeit 2023/24 wird die European League der Männer im folgenden Modus ausgetragen: In einer Qualifikationsrunde spielen zehn Teams, die Sieger ziehen in die Gruppenphase ein. Dort kommen weitere 27, direkt gesetzte Teams hinzu. Die jeweils ersten zwei der acht Gruppen erreichen die Hauptrunde mit vier Vierergruppen, wobei die gegeneinander erzielten Ergebnisse mitgenommen werden. Die Sieger der Hauptrundengruppen erreichen direkt das Viertelfinale, die Gruppenzweiten und -dritten ermitteln die weiteren Teilnehmer in einer Play-off-Runde. Die Sieger der Viertelfinals erreichen das Final-Four-Turnier, in dem das Halbfinale, das Finale und das Spiel um Platz drei ausgetragen wird.
Bis dahin sah der Modus seit der Zusammenlegung mit dem Europapokal der Pokalsieger in der Saison 2012/13 wie folgt aus: Es wurden zunächst zwei bis drei Qualifikationsrunden im K.-o.-System mit je einem Hin- und Rückspiel pro Runde ausgetragen, wobei in jeder Runde aufgrund ihrer Einstufung spielstärkere Teams hinzukamen. Die Runde der letzten 16 Mannschaften wurde einer Gruppenphase durchgeführt, bei der sich die zwei Ersten jeder der vier Gruppen für das Viertelfinale qualifizierten. War auch der Gastgeber der Endrunde darunter, war dieser automatisch für das Halbfinale gesetzt, der schlechteste Gruppenzweite schied aus und das Viertelfinale bestand aus drei Begegnungen. Zum Abschluss gab es ebenfalls ein Final-Four-Turnier. 
Das Final Four fand mehrfach in Deutschland statt: 2014 und 2015 in Berlin, 2017 in Göppingen, 2018 in Magdeburg, 2019 in Kiel, 2021 in Mannheim, 2023 in Flensburg sowie 2024 und  2025 in Hamburg.
Auch bei den Frauen gibt es seit der Spielzeit 2016/17 Qualifikationsrunden im K.-o.-System und anschließend eine Gruppenphase mit vier Vierergruppen. Die beiden Gruppenersten qualifizieren sich für das Viertelfinale, ab dem wieder im K.-o.-System gespielt wird.
Bis 2012 bzw. 2016 wurden alle Spielrunden im K.-o.-System gespielt. Auch die Finalspiele wurden mit Hin- und Rückspiel ausgetragen. Bei den K.-o.-Spielen entschied bei Gleichstand nach beiden Spielen die höhere Zahl erzielter Tore im Auswärtsspiel; war auch diese gleich, wurde im Anschluss an das Rückspiel ein Siebenmeterwerfen ausgetragen. 
Die Europäische Handballföderation (EHF) erklärte im April 2022, die Auswärtstorregel in ihren Wettbewerben ab der Spielzeit 2022/23 nicht mehr anzuwenden. Im Falle eines Gleichstands nach zwei Spielen in einer K.-o.-Runde gibt es stattdessen eine Entscheidung durch Siebenmeterwerfen. In den Gruppenspielen ist bei Gleichstand von zwei oder mehrerer Mannschaften der direkte Vergleich maßgeblich.

## Nationale Qualifikation
Welche Platzierung in einer bestimmten nationalen Liga für eine Qualifikation zur EHF European League notwendig ist, hängt von mehreren Faktoren ab. Zum einen ist die Anzahl der Startplätze für die EHF Champions League je nach Liga unterschiedlich, aus dieser Zahl ergibt sich beginnend mit dem Landesmeister die Mindestplatzierung für die Teilnahme an diesem Wettbewerb. Eine bestimmte Anzahl der nachfolgend platzierten Mannschaften qualifiziert sich für die EHF European League. 
Darüber hinaus konnte sich die Mindestplatzierung für eine Teilnahme am EHF-Pokal nach unten verschieben, wenn sich der Sieger im nationalen Pokalwettbewerb über seine Position in der Liga für den EHF-Pokal qualifiziert hätte, dieses Startrecht aufgrund der Teilnahme am Europapokal der Pokalsieger jedoch nicht wahrnahm. Gleiches gilt für den Fall, wenn der European-League-Sieger des Vorjahres, der automatisch für eine erneute Teilnahme gesetzt ist, sich auch über seine Liga-Platzierung qualifizieren würde.

## Bisherige Sieger
Die erfolgreichsten Mannschaften des Wettbewerbs der Männer sind mit jeweils vier Siegen Frisch Auf Göppingen (2011, 2012, 2016 und 2017), der THW Kiel (1998, 2002, 2004 und 2019), der bei jeder seiner Teilnahmen auch den Titel gewann, und der SC Magdeburg (1999, 2001, 2007 und 2021). Die Füchse Berlin (2015, 2018 und 2023) und die SG Flensburg-Handewitt (1997, 2024, 2025) konnten den Titel dreimal erringen und die Vereine VfL Gummersbach (1982, 2009), TBV Lemgo (2006, 2010), HC Minaur Baia Mare (1985, 1988) und Balonmano Granollers (1995, 1996) gewannen den Pokal je zweimal. Weitere Mannschaften aus Deutschland mit einem Sieg im EHF-Pokal der Männer sind TV Großwallstadt (1984), TuRU Düsseldorf (1989), SG Wallau/Massenheim (1992), TUSEM Essen (2005), HSG Nordhorn (2008) und Rhein-Neckar Löwen (2013).
Bei den Frauen gewannen Viborg HK (1994, 1999 und 2004) und Ikast Håndbold (2002, 2011 und 2023) jeweils dreimal den Pokal. Je zwei Siege erreichten Chimistul Râmnicu Vâlcea (1984, 1989), ASK Frankfurt/Oder (1985, 1990), SC Leipzig (1986, 1992), Debreceni VSC (1995, 1996), GK Lada Toljatti (2012, 2014), Team Tvis Holstebro (2013, 2015) und Dunaújvárosi Kohász (1998, 2016).

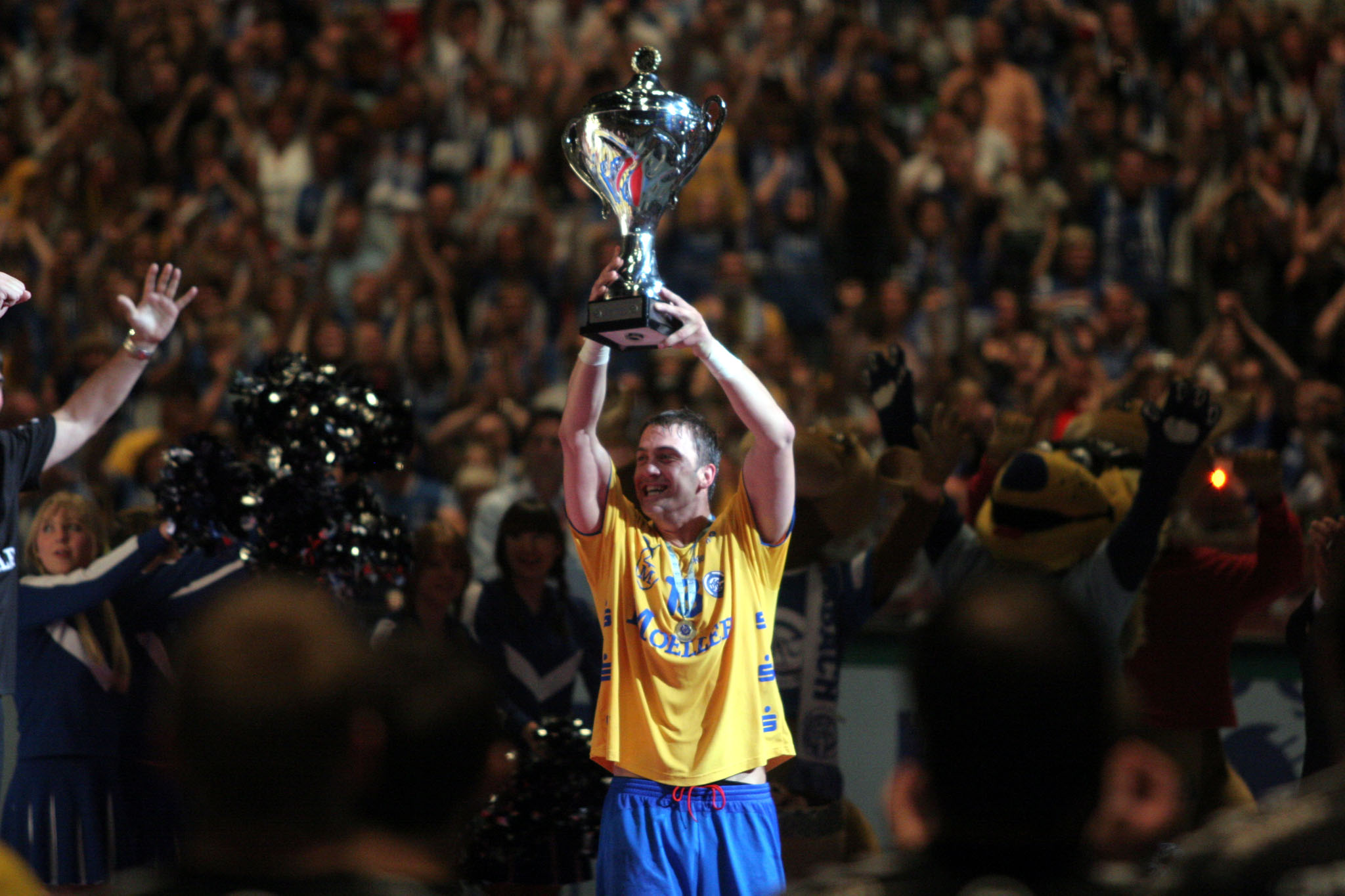
Momir Ilić vom VfL Gummersbach mit dem gewonnenen EHF-Pokal am 1. Juni 2009
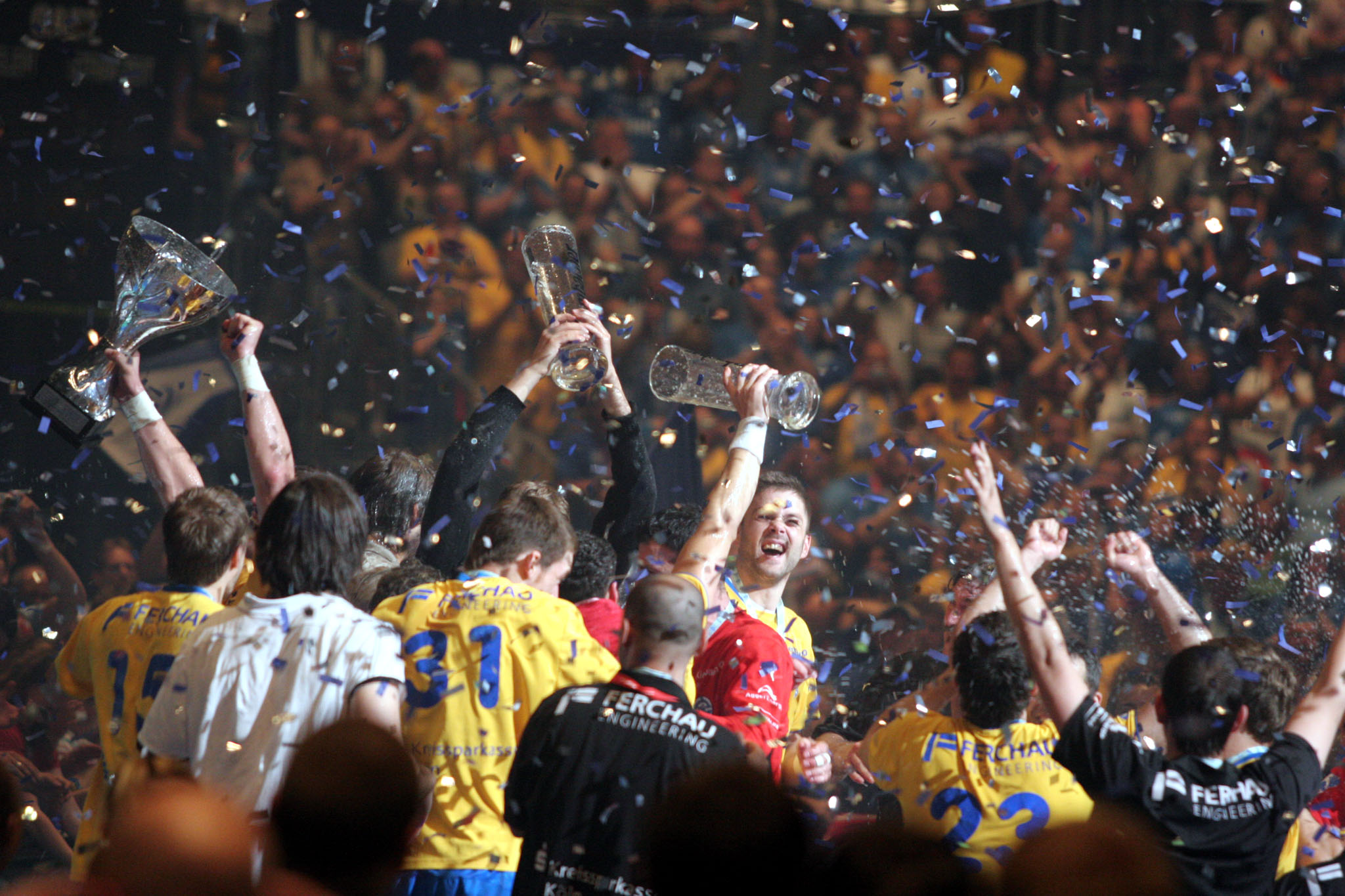
Die Siegerehrung des VfL Gummersbach für den Pokalsieg 2008/09
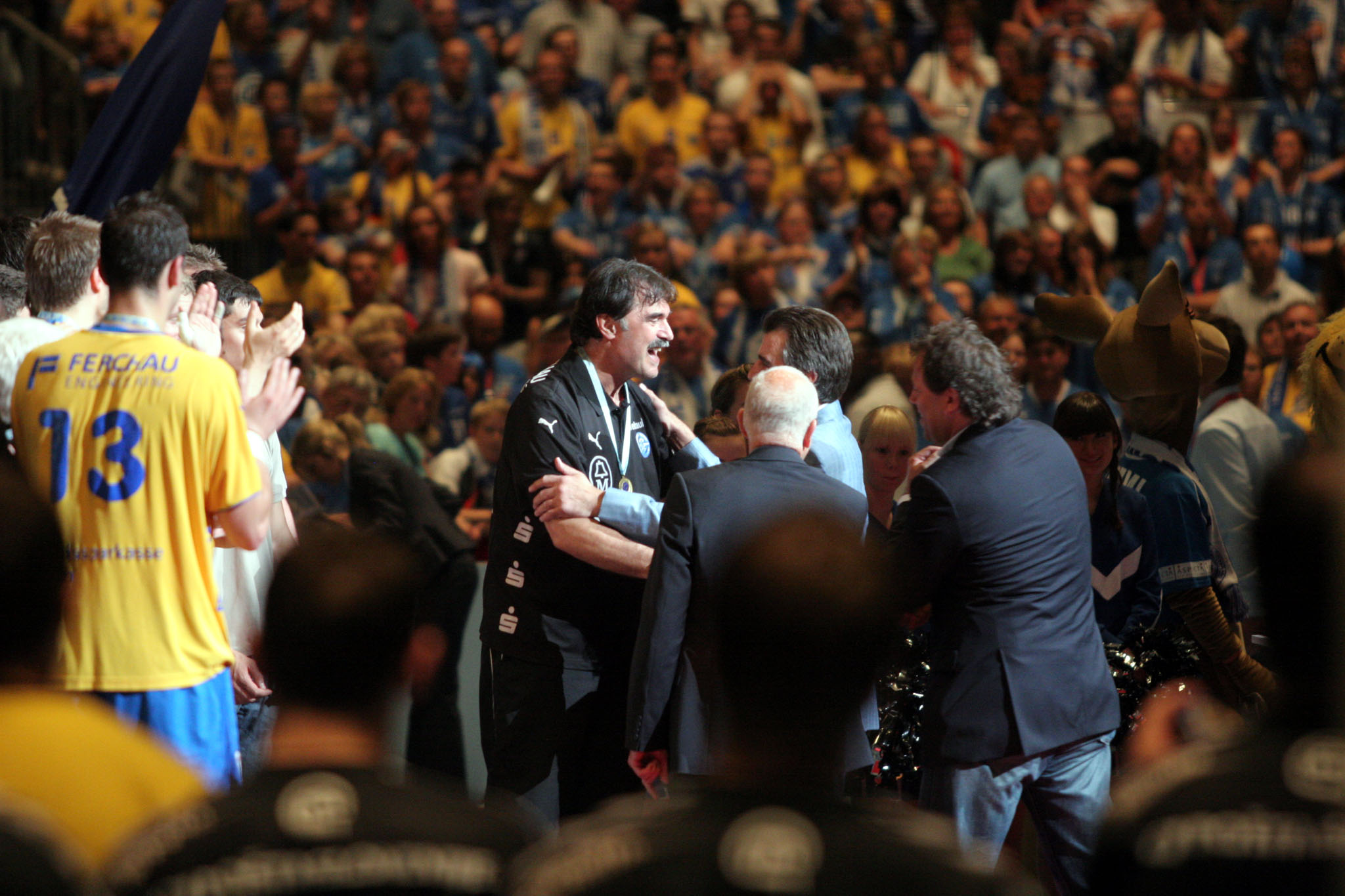
Sead Hasanefendić bei der Siegerehrung des EHF-Pokals am 1. Juni 2009

## Erfolgreichste Nationen

### Männer
| Rang | Nation                                    | letzter Titel | Titel |
| ---- | ----------------------------------------- | ------------- | ----- |
| 1.   | Deutschland                               | 2024/25       | 28    |
| 2.   | Spanien                                   | 2002/03       | 5     |
| 3.   | Rumänien                                  | 1987/88       | 2     |
|      | Ungarn                                    | 2013/14       | 2     |
| 5.   | Ukraine (als UdSSR)                       | 1982/83       | 1     |
|      | Litauen (als UdSSR)                       | 1986/87       | 1     |
|      | Russland (als UdSSR)                      | 1989/90       | 1     |
|      | Bosnien und Herzegowina (als Jugoslawien) | 1990/91       | 1     |
|      | Kroatien                                  | 1999/00       | 1     |
|      | Portugal                                  | 2021/22       | 1     |

### Frauen
| Rang | Nation                           | letzter Titel | Titel |
| ---- | -------------------------------- | ------------- | ----- |
| 1.   | Dänemark                         | 2022/23       | 10    |
| 2.   | Ungarn                           | 2018/19       | 7     |
| 3.   | Deutschland (einschließlich DDR) | 2024/25       | 6     |
| 4.   | Russland                         | 2016/17       | 5     |
| 5.   | Rumänien                         | 2017/18       | 4     |
| 6.   | Kroatien (auch als Jugoslawien)  | 1990/91       | 2     |
|      | Spanien                          | 2008/09       | 2     |
| 8.   | Aserbaidschan (als UdSSR)        | 1982/83       | 1     |
|      | Montenegro (als Jugoslawien)     | 1986/87       | 1     |
|      | Litauen (als UdSSR)              | 1987/88       | 1     |
|      | Slowenien                        | 1996/97       | 1     |
|      | Polen                            | 2000/01       | 1     |
|      | Frankreich                       | 2020/21       | 1     |
|      | Norwegen                         | 2023/24       | 1     |

## Pokal

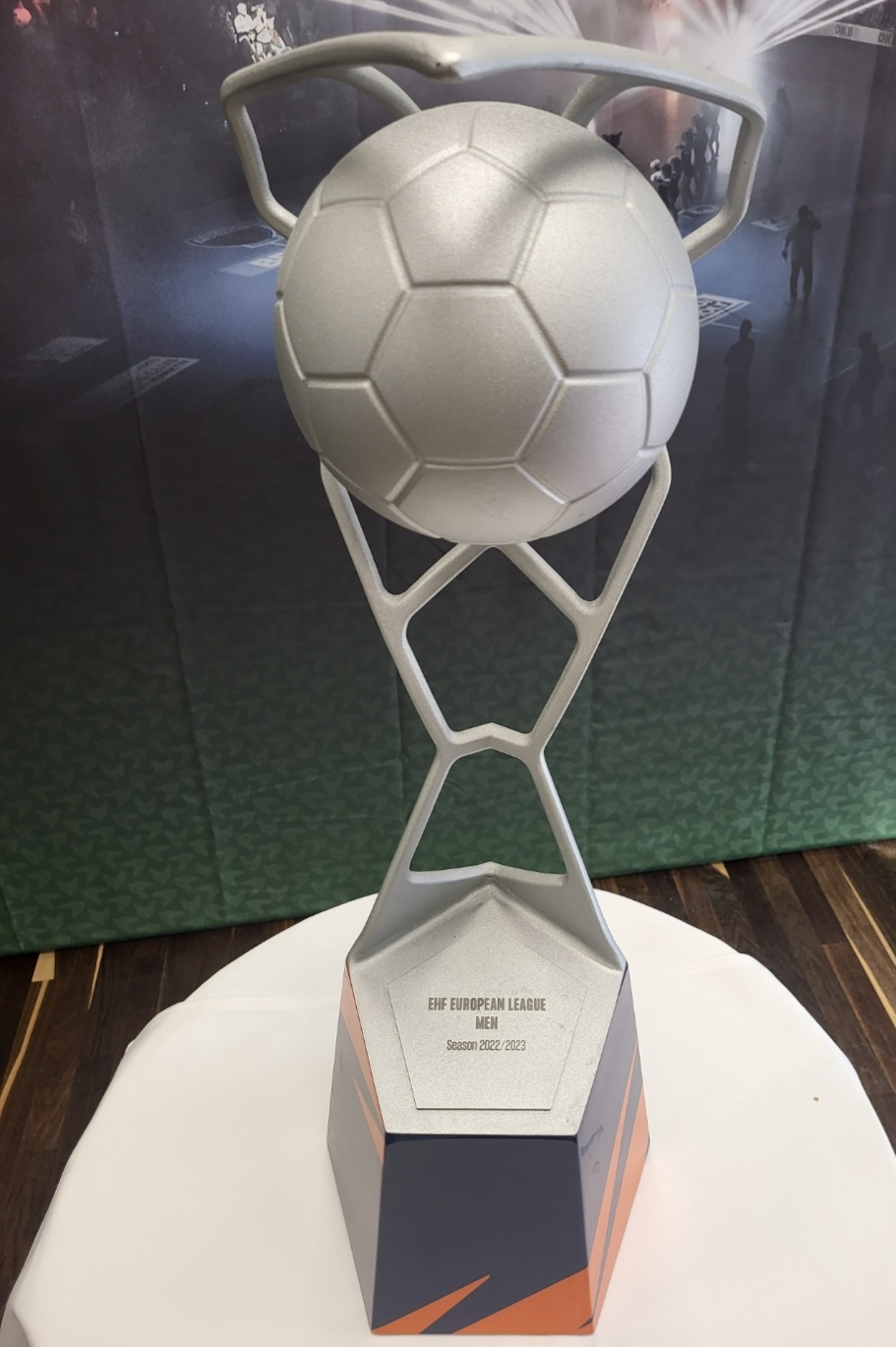

Der Pokal zum Wettbewerb European League wurde zur Spielzeit 2020/21 neu gestaltet. Seitdem zeigt der Pokal ein stilisiertes Tornetz, auf das ein Handball trifft. Dies soll ein Tor als Hauptziel des Sports zeigen, das Handballspiel als Mannschaftssport symbolisiert die Form des Netzes, die an ein Schild erinnert. Entworfen wurde der Pokal von der spanischen Agentur Oiko Design Office.
Der EHF Cup war eine als Pokal (Trinkgefäß) gestaltete Trophäe.